# 니시카와 가즈미
니시카와 가즈미(일본어: 西川 一三, 1918년 9월 17일 ~ 2008년 2월 7일)는 일본의 첩보원이다.
중일전쟁 중에 내몽골에서 하서회랑을 거쳐 티베트에 잠행했다. 종전 후 인도를 거쳐 일본에 귀국했다.

## 경력
일본 야마구치현 아부군 지후쿠촌(현 야마구치시)에서 태어났다. 1936년에 후쿠오카현립 슈유칸(修猷館)을 졸업한 뒤, 남만주철도(만철) 다롄 본사에 입사했으나, 중국 서북 지역을 동경하여 1941년에 만철을 퇴사하고, 주몽골 일본 대사관이 주재하는 정보부원 양성 기관인 흥아의숙(興亞義塾)에 입숙했다.
1943년, 흥아의숙을 졸업하고 주몽골 일본대사관 조사부 정보부원이 되자, 도조 히데키 수상으로부터 “서북 지나(중국)에 잠입하여 지나 변경(邊境) 민족의 친구가 되어 영주하라”는 특명을 받게 된다. 그 배경에는 만주, 몽골, 튀르키스탄, 티베트와 우호 관계를 수립하여, 중국을 배후에서 포위하는 ‘투란 민족권’ 구상이 있었다고 여겨진다. 그리하여 니시카와는 티베트에 잠행할 것을 계획했으나, 당시 티베트는 외국인 입국을 금지하고 있었기 때문에, 티베트어로 ‘좋은 마음’이라는 뜻의 롭쌍 쌍뽀(티베트어: བློ་བཟང་བཟང་པོ, blo bzang bzang po)라는 이름을 스스로 지어 티베트에 순례하러 가는 몽골 라마승으로 위장했다. 내몽골에서 출발하여, 닝샤, 간쑤, 칭하이를 지나, 1년 10개월만인 1945년에 티베트의 수도 라싸에 잠입하는 데 성공한다. 잠행 기간 동안, 일본 외무성으로 보내는 보고는 현지 협력자의 신발에 꿰매어 운반하고 있었으나, 현지인에게 폐를 끼치고 싶지 않다는 생각에 관두고, 이후 일본에 귀국할 때까지 방대한 지리정보, 견문, 행동기록을 모두 머릿속에 기억하게 되었다.
일본이 패전한 뒤에도 지리지와 지도를 작성하는 임무를 이어나가, 외무성으로부터 송금과 원조 없이 고립된 상태로 임무를 수행했다. 몽골 승려의 신분으로 쩨뿡 사원에 들어가, 1년 동안 본격적인 불교 수행과 맹렬한 어학 학습에 매진했고, 비로소 몽골인 라마승으로서 신뢰를 얻게 되었다. 
그러나 흥아의숙의 선배이자 정보부원이었던 기무라 히사오(木村肥佐生)가, 당시 티베트 신문사에서 일하던 그에게 사장 타르친(Gergan Dorje Tharchin)을 통해 영국 정보부로부터 받은 비경(秘境) 시캉성 답사 의뢰를 함께 수행하자고 제안하면서, 니시카와는 다시 수행승과 상인으로 신분을 위장한 채 라싸를 떠나 시캉을 답파했다.
이후, 기무라와 교대로 티베트 신문사에서 인쇄 작업, 신문기사의 중국어·티베트어 번역 등의 업무를 수행하다가 1년 뒤에 퇴사했다. 티베트 불교 시체빠(zhi byed pa)파 스승에게서 수행을 마친 뒤 모든 가르침을 전수받았다. 수행승이 된 그는 탁발을 하며 부탄, 시킴, 인도, 네팔 각지를 잠행했다. 그러다가 버마에 잡입하려고 계획했으나, 1949년 인도의 철도 건설대에서 인부들의 관리자로 일하던 중, 앞서 관헌(官憲)에 자수하여 체포된 기무라 히사오(木村肥佐生)의 진술에 의해 체포되어 수감되었고, 이듬해에 귀국하였다. 그무렵 니시카와는 잠행을 시작한 1943년 시점에 이미 실종자로서 호적에서 말소되어 있었기 때문에, 본가에서는 그가 이미 죽은 것으로 알고 있었다고 한다.
귀국한 지 한 달도 채 지나지 않았을 무렵, 니시카와는 GHQ로부터 갑작스러운 출두 명령을 받았다. 그러나 도쿄에 도착한 니시카와는 GHQ로 바로 가지 않고 먼저 외무성을 방문했다. 외무성에서 각 지역의 조사 보고서를 요구하면 협력할 생각이었기 때문이다. 그런데 정보의 보고(寶庫)와 같은 니시카와를, 정작 일본 외무성은 무관심하게 대하며 상대조차 해주지 않았다. 반면 GHQ는 니시카와로부터 정보를 수집하기 위해 방 하나를 배정하고, 1년에 걸쳐 서역(西域) 잠행 당시의 정보를 상세히 청취했다. 사정청취는 일요일을 제외하고 매일 오전 9시부터 오후 4시까지, 일본계 통역과 함께 방 안에 갇혀 질의응답을 반복하며 기록으로 남겼다. 점심도 방에서 해결했고, 용변을 보는 경우 외에는 방 밖으로 나가는 일도 없었으며, 통역과 사적인 잡담을 나누는 것조차 허용되지 않았다. 이러한 대가로 GHQ는 당시 금액으로 하루에 천 엔을 지불했다(당시 대학 졸업자의 초임은 약 5천 엔이다).
또한 일본의 등산가인 니시보시 에이자부로(西堀栄三郎)는 1952년에 처음으로 네팔에 입국하기에 앞서, 몇 차례에 걸쳐 니시카와를 자택에 초대하여 티베트와 네팔 등지의 현지 정보를 수집하였다. 그 후 니시카와는 모리오카시에서 사망할 때까지 이미용(理美容) 재료 도매업을 운영했다.
2008년 2월 7일, 폐렴을 원인으로 시내의 병원에서 향년 89세로 사망했다. 공교롭게도 이 날은 티베트력에서 설날이었다.

## 저서
- 西川一三 (1972). 《秘境西域八年の潜行》 [비경 서역 8년의 잠행] (일본어). 上・下・別巻. 芙蓉書房.
  - 서천일삼(西川一三) (1988). 《잠행기(潛行記)》 제1권. 번역 강태정(姜泰鼎). 금박출판사.
  - 서천일삼(西川一三) (1994). 《비경의 라마》. I, II, III. 번역 강태정(姜泰鼎). 서림문화사.

## 같이 보기
- 차마고도
- 가와구치 에카이